# 皮埃尔·沃尔捷
皮埃尔·沃尔捷（法語：Pierre Vaultier，1987年6月24日—），法国男子单板滑雪运动员。他曾代表法国参加2006年、2010年、2014年和2018年冬季奥林匹克运动会单板滑雪比赛，共获得二枚金牌。